# Powiat Higashimuro
Powiat Higashimuro (jap. 東牟婁郡 Higashimuro-gun) – powiat w Japonii, w prefekturze Wakayama. W 2024 roku liczył 32 378 mieszkańców.

## Miejscowości
- Kitayama
- Kozagawa
- Kushimoto
- Nachikatsuura
- Taiji